# Maramag

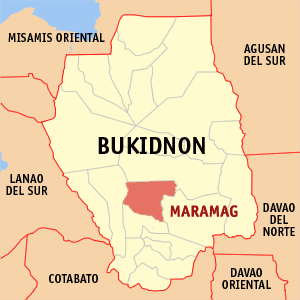
Maramags läge i Bukidnon

Maramag är en ort på ön Mindanao i Filippinerna. Den ligger i provinsen Bukidnon i regionen Norra Mindanao.
Maramag räknas officiellt inte som stad utan är en kommun. Kommunen är indelad i 20 smådistrikt, barangayer, varav 8 är klassificerade som landsbygdsdistrikt och 12 som tätortsdistrikt. Hela kommunen har 75 233 invånare (folkräkning 1 maj 2000) varav ungefär 45 000 invånare bor i centralorten.